# Comitè Olímpic Espanyol
El Comitè Olímpic Espanyol (COE) és la institució que coordina les activitats olímpiques en Espanya. L'11 de gener de 1924, es va constituir, a Barcelona, el Comitè Olímpic Espanyol, sota la presidència del Baró de Güell.

## Presidents del Comitè Olímpic Espanyol
- 1912-1921 Gonzalo de Figueroa y Torres, Marquès de Villamejor
- 1924-1926 Santiago Güell i López, Baró de Güell
- 1926-1931 Eusebio López y Díaz de Quijano, Marquès de Lamadrid
- 1933-1936 August Pi Sunyer
- 1941-1956 José Moscardó Ituarte, Comte de l'Alcázar de Toledo
- 1956-1967 José Antonio Elola-Olaso
- 1967-1970 Juan Antonio Samaranch Torelló, Marquès de Samaranch
- 1970-1975 Joan Gich Bech de Careda
- 1975-1976 Tomás Pelayo Ros
- 1976-1980 Benito Castejón Paz
- 1980-1983 Jesús Hermida Cebreiro
- 1983-1984 Romà Cuyás i Sol
- 1984-1987 Alfons de Borbó i Dampierre, Duc de Cadis
- 1987-1998 Carles Ferrer i Salat
- 1998-2002 Alfredo Goyeneche Moreno, Comte de Guaqui
- 2002-2005 José María Echevarría y Arteche
- 2005- Alejandro Blanco Bravo

## Espanyols que han estat Presidents del COI
- Juan Antonio Samaranch (1980-2001) President honorari des de 2001 fins a la seva mort.

## Espanyols que han estat Membres del COI
- Infanta Pilar de Borbó (1996-2006) Membre honorari des de 2006
- Manel Estiarte i Duocastella (2000-2004)
- Juan Antonio Samaranch (2001-2010)
- Alfredo Goyeneche Moreno (2000-2002)

## Trajectòria en els Jocs Olímpics
1980  ·  1984  ·  1988  ·  1992  ·  1996  ·  2000  ·  2004  ·  2008  ·  2012  ·  2016